# Övre Södern

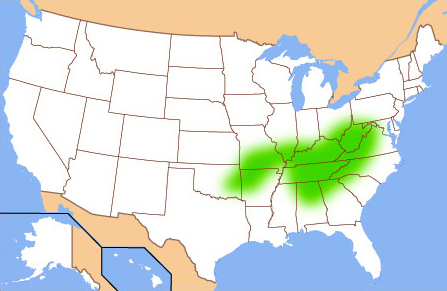
Ungefärlig utbredning av Övre Södern.

Övre Södern (engelska: Upland South eller Upper South), är den norra eller höglänta delen av sydstaterna i USA. I kulturell mening brukar dessa stater urskiljas från Djupa Södern.

## Definition
Historiskt kan man räkna in de delstater som anslöt sig till konfederationen efter slaget vid Fort Sumter. I så fall räknas inte gränsstaterna till Övre södern.